# José Diogo
"José Diogo" ou José Diogo Luís (Castro Verde, 14 de Julho de 1938 – Castro Verde a 12 de Agosto de 2015) foi um trabalhador agrícola, tratorista, responsável pelo assassinato de Columbano Líbano Monteiro em consequência de ferimentos de um ataque à navalha, a 30 de Setembro de 1974, em Casével, Castro Verde.
O julgamento de José Diogo tornou-se um caso mediático e político muito alimentado por sectores da extrema-esquerda radical nomeadamente, pela UDP. Neste julgamento popular, que em nada tinha a ver com os órgãos judiciais, realizado em Tomar, a 25 de Julho  de 1975, resultou na condenação da vítima Columbano Líbano Monteiro e ilibou José Diogo de todos os crimes.

## O assassinato de Columbano Líbano Monteiro
Columbano Líbano Monteiro, nascido em Mangualde em 1896, veterinário de profissão e ex-presidente da Câmara Municipal de Castro Verde entre 1944 e 1959.
Jose Diogo era um trabalhador rural, de 36 anos desempenhando a função de tratorista trabalhando na herdade de Líbano Monteiro
A mudança de regime, ocorrida a 25 de Abril e a penetração do PCP no Alentejo deram maior força às reivindicações dos trabalhadores agrícolas (o salário mínimo rural só seria aprovado mais tarde) que reclamavam melhores salários e pagamento de horas extraordinárias.
Por se ter recusado a fazer horas extraordinárias, ainda por cima não pagas, José Diogo foi despedido. A 30 de Setembro, ao final de uma semana, voltou a casa de Líbano Monteiro para lhe pedir novamente emprego.
Rapidamente se envolvem os dois numa discussão. José Diogo espeta uma faca no peito do seu antigo patrão, atingindo-lhe os intestinos. Transportado para o centro de saúde de Castro Verde, onde não se encontrava nenhum médico, foi levado de imediato para o hospital de Beja. A 2 de Outubro acabaria transferido para a Casa de Saúde das Amoreiras, em Lisboa, onde morreria, a 12 daquele mês. Causa de morte: “Peritonite, ferida por arma branca e insuficiência cardíaca esquerda”. 
Nessa altura já José Diogo tinha sido preso, a 30 de Setembro e entregue ao Tribunal de Ourique que decretaria pena de prisão preventiva até ao julgamento. O juiz de instrução, acusou José Diogo de ter tido a intenção de matar Columbano Líbano Monteiro tendo lhe desferido uma facada que que causou a morte, através de “a lesão traumática do intestino, a que sobreveio como complicação uma peritonite, resultou na morte do ofendido”.

## O julgamento popular
Em Maio de 1975, no auge do PREC, José Diogo se encontrava em prisão preventiva quando a UDP partilha uma carta de José Diogo dirigida à Associação de Ex-Presos Políticos Anti-Fascistas (AEPPA). O PCP, de que Zé Diogo era militante, não quis tomar posição em cima de um crime de sangue e deixou campo aberto. A AEPPA, o GAC – Grupo de Acção Cultural e outros sectores da extrema-esquerda começaram a fabricar um mártir. O GAC, grupo cançonetista de que fez parte José Mário Branco, chegou mesmo a dedicar-lhe um tema, enaltecendo a virtude da acção de Zé Diogo contra a opressão do fascista Columbano Monteiro 
Nesta carta, José Diogo declara-se marxista-leninista, critica a justiça burguesa e condena a vítima Líbano Monteiro como um fascista opressor. O julgamento inicialmente previsto para Ourique, foi transferido para Lisboa e posteriormente para Tomar, o que não chegou a acontecer devido à falta de comparência de réu Zé Diogo, entretanto transferido, por razões de segurança para a Cadeia de Leiria e do advogado de acusação Daniel Proença de Carvalho. O réu era defendido por Amadeu Lopes Sabino, José Augusto Rocha e Luís Filipe Sabino. José Diogo conseguiria, no Tribunal Criminal, apenas a liberdade condicional mediante o pagamento de fiança de 50 mil escudos, que lhe tinha sido recusada inicialmente, uma vez que o tipo de crime em causa não a previa.
Foi então que a UDP organizou o julgamento popular de José Diogo se constitui nas escadarias do tribunal, a pedido do juiz, para que não houvesse perigo de destruição das instalações pela assistência,  um júri composto por 20 elementos:  oito representando comissões de trabalhadores da Setenave, Sorefame, Mocar, Fábrica de Fiação e Tecidos de Torres Novas, Termoeléctrica, Metalúrgica Duarte Ferreira e Hospital de Cascais), dez representantes do povo de Castro Verde e dois membros da AEPPA. Na assistência vários militantes do PCP e UDP e ainda muitos populares. Ao fim de algumas horas, a deliberação do júri do tribunal popular: José Diogo foi absolvido do crime, enquanto a vítima mortal da facada, Columbano Líbano Monteiro era condenada, a título póstumo, por ter explorado os trabalhadores durante tantos anos a fio. "...José Diogo não cometeu nenhum crime, embora seja seu juízo que o acto de José Diogo foi um acto individual......." 
A absolvição pelo tribunal popular não chegou para libertar José Diogo – que acabou, mais tarde, por ser julgado no Tribunal da Boa Hora, em Lisboa. Os juízes condenaram-no a seis anos de cadeia, apesar da moldura pena ser de 10 a 15 anos. José Diogo, contado o tempo de esteve preso à espera de julgamento, saiu em liberdade condicional meses depois.
José Diogo viria a falecer a 15 de Agosto de 2013, em Caséve, Castro Verde. O caso do seu julgamento viria a ser retratado num documentário realizado por Luis Galvão Teles e um livro  ambos com o titulo “Liberdade Para José Diogo", com assinatura da Associação de Ex-Presos Políticos Anti-Fascistas (AEPPA)” de Fernando Ribeiro de Mello e editado pelas edições Afrodite.